# Edina (Misuri)
Edina es una ciudad ubicada en el condado de Knox en el estado estadounidense de Misuri. En el Censo de 2010 tenía una población de 1176 habitantes y una densidad poblacional de 345,55 personas por km².

## Geografía
Edina se encuentra ubicada en las coordenadas 40°10′5″N 92°10′23″O / 40.16806, -92.17306. Según la Oficina del Censo de los Estados Unidos, Edina tiene una superficie total de 3.4 km², de la cual 3.38 km² corresponden a tierra firme y (0.61%) 0.02 km² es agua.

## Demografía
Según el censo de 2010, había 1176 personas residiendo en Edina. La densidad de población era de 345,55 hab./km². De los 1176 habitantes, Edina estaba compuesto por el 98.64% blancos, el 0.43% eran afroamericanos, el 0.43% eran amerindios, el 0.09% eran asiáticos, el 0% eran isleños del Pacífico, el 0% eran de otras razas y el 0.43% pertenecían a dos o más razas. Del total de la población el 0.6% eran hispanos o latinos de cualquier raza.